# Liga Laos
Liga Laos este primul eșalon din sistemul competițional fotbalistic din Laos.

## Foste campioane
- 1990: Lao Army FC (Vientiane)
- 1991: Lao Army FC (Vientiane)
- 1992: Lao Army FC (Vientiane)
- 1993: Savannakhet (Savannakhet) / Lao Army FC (Vientiane)¹
- 1994: Lao Army FC (Vientiane)
- 1995: Pakse (Pakse) / Education Team¹
- 1996: Lao Army FC (Vientiane)
- 1997: Sayaboury (Sayaboury) / Lao Army FC (Vientiane)¹
- 1998: Khammouan Province Team (?)
- 1999: Necunoscut
- 2000: Vientiane Municipality (jocurile naționale)
- 2001: Lao Banks FC
- 2002: MCTPC FC (acum CTPC FC)
- 2003: MCTPC FC (acum CTPC FC)
- 2004: MCTPC FC (acum CTPC FC)
- 2005: Vientiane FC
- 2006: Vientiane FC
- 2007: Lao-American College FC
- 2008: Lao Army FC (Vientiane)
- 2009: Lao Army FC
- 2010: Lao Bank FC
- 2011: YOTHA FC
- 2012: Lao Police Club
- 2013: SHB Champasak
- 2014: Hoang Anh Attapeu
- 2015: Lao Toyota FC
- 2016: Lanexang United
- 2017: Lao Toyota FC
- 2018: Lao Toyota FC

¹: Două campionate au fost organizate